# Surtr

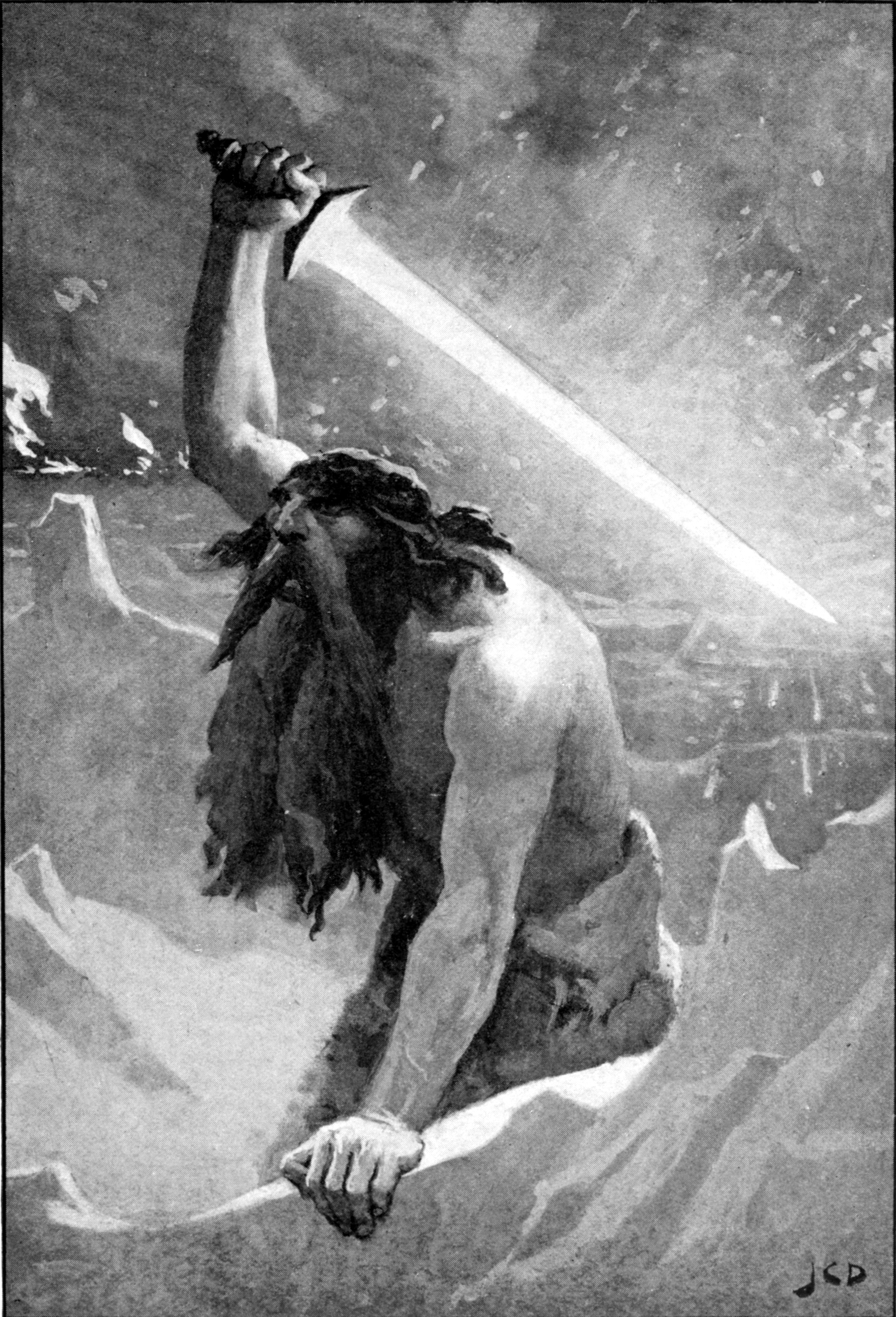
Surt s ohnivým mečem Surtalogi

Surtr je v severské mytologii ohnivý obr, který střeží hranici světa Múspellheim, v ruce drží hořící meč Surtalogi, jejž ukradl bohům.
Při ragnaröku přejde přes Bifröst, který se následně zřítí, zabije Freye, který doplácí na to, že dal svůj meč Skírnimu. Potom Surt svrhne na zemi oheň a sežehne tak celý svět.